# Charles Berglund
Ralph Douglas Charles "Challe" Berglund (* 18. ledna 1965, Stockholm) je bývalý švédský lední hokejista, střední útočník. Se švédskou reprezentací vyhrál mistrovství světa v roce 1991 a olympijský turnaj v Lillehammeru roku 1994. Ze světového šampionátu má též dvě stříbra (1993, 1995) a jeden bronz (1994). Bronz má též z Kanadského poháru 1991. Zúčastnil se i olympijských her v Albertville roku 1992, kde Švédové skončili pátí. Za národní tým odehrál 142 utkání. Ve švédské nejvyšší soutěži hrál jen za Djurgårdens IF. Pětkrát se s Djurgårdenem stal mistrem Švédska (1989, 1990, 1991, 2000, 2001) a dvakrát vyhrál Evropský hokejový pohár (1990/91, 1991/92). Zkusil si i zahraniční angažmá, dvě sezóny strávil ve švýcarské nejvyšší soutěži v dresu EHC Kloten. Získal zde jeden mistrovský titul (1996). Po skončení hráčské kariéry se stal trenérem, vedl kluby Väsby IK (2004–2005), Djurgårdens IF (2005–2007), Timrå IK (2007–2010), Modo Hockey (2010–2011) a znovu Djurgårdens IF (2012–). V Djurgården se po trenérské ujal i funkce generálního manažera.